# 沙美刺鎧蝦
沙美刺鎧蝦（学名：Munida psamathe）为鎧甲蝦科刺鎧蝦屬下的一个种。